# Алиев, Джабир Амирулла оглы
Джабир Амирулла оглы Алиев (1902—1938) — азербайджанский советский партийный деятель. Бригадный комиссар (1936).

## Биография
Азербайджанец. Родился в марте 1902 году в селе Амираджаны Бакинского уезда Бакинской губернии в семье бурового мастера. 
Окончил сельскую школу в селе Амираджаны в 1915 году, два класса высшего начального училища в селе Сабунчи в 1917 году. С марта 1917 по февраль 1918 года — подручный слесаря, с февраля 1918 года по май 1920 года — слесарь-инструментальщик в Русском товариществе «Нефть» (г. Баку). Член ВКП(б) с декабря 1919 года.
С мая 1920 года — организатор, секретарь Сураханского райкома комсомола г. Баку. С мая 1921 года — секретарь райкома комсомола Фабрично-заводского района г. Баку. С октября 1921 года — заведующий отделом Бакинского городского комитета комсомола. С декабря того же года — заведующий организационным отделом, секретарь ЦК комсомола Азербайджана.
В Красной армии по партийной мобилизации с ноября 1922 года. С того же времени на должностях политсостава. С ноября 1922 года — начальник отделения партийного строительства политотдела Азербайджанской стрелковой дивизии. 
С февраля 1923 года — второй секретарь ЦК комсомола Бухарской народной республики. С августа 1923 года — секретарь Сыр-Дарьинского обкома комсомола. 
С декабря 1924 года — инструктор политотдела Азербайджанской стрелковой дивизии. С апреля 1925 года — военный комиссар отдельной сапёрной роты той же стрелковой дивизии. С января 1926 года — военный комиссар, затем помощник командира 3-го Бакинского стрелкового полка по политической части той же дивизии. В октябре 1927 года зачислен слушателем сухопутной группы Военно-политической академии имени Н. Г. Толмачева. После окончания академии в мае 1930 года — военный комиссар 5-го Кавказского стрелкового полка. В июне 1930 года назначен на должность заместителя начальника политотдела Азербайджанской стрелковой дивизии. С апреля 1931 года — старший инструктор 1-го сектора, начальник 5-го сектора политуправления Кавказской Краснознаменной армии. С декабря 1931 года — помощник командира по политической части и начальник политотдела Азербайджанской (впоследствии 77-й) горнострелковой дивизии имени Г. К. Орджоникидзе.
Член ЦК Коммунистической партии Азербайджана.
26 января—10 февраля 1934 года делегат XVII съезда ВКП(б).
Награждён орденом Красной Звезды (1936), орденом Трудового Красного Знамени Азербайджанской ССР (1932).
7 августа 1937 года был арестован. 1 сентября 1938 года Военной коллегией Верховного суда СССР признан виновным в участии в военном заговоре и приговорен к расстрелу. Приговор приведен в исполнение в тот же день. 21 июля 1956 года определением Военной коллегии Верховного суда СССР реабилитирован (посмертно).